# Mark (herb szlachecki)

Herb Mark

Herb Mark Ia

Herb Mark II

Mark (Marck, Margk, Mark-Modrzewski) – herb szlachecki, używany przez rodzinę osiadłą na Kaszubach. Herb własny rodziny Mark.

## Opis herbu
Herb znany przynajmniej w trzech wariantach. Opisy z wykorzystaniem klasycznych zasad blazonowania:
Mark I: Tarcza dzielona w słup, w polu prawym, błękitnym, róża srebrna na łodyżce zielonej z takimiż dwoma liśćmi, w polu lewym, czerwonym, trzy gwiazdy złote w słup. Klejnot: nad hełmem bez korony półksiężyc srebrny z twarzą w prawo. Labry z prawej czerwone, podbite złotem, z lewej błękitne, podbite srebrem.
Mark Ia: Tarcza dzielona w słup, błękitna, w polu prawym róża srebrna, w polu lewym trzy gwiazdy złote w słup. Klejnot: nad hełmem w koronie półksiężyc srebrny z twarzą w prawo. Labry błękitne, podbite srebrem.
Mark II: W polu błękitnym trzy gwiazdy złote, 2 i 1, pod nimi róża srebrna. Klejnot: nad hełmem bez korony półksiężyc z twarzą na opak. Labry błękitne, podbite srebrem.

## Najwcześniejsze wzmianki
Wersja podstawowa herbu pojawia się w herbarzu Ledebura (Wappenbuch der Preussischen Monarchie, 1828), opracowaniu Wincklera (Die Nationalitaten Pommerellens, 1869), tzw. Nowym Siebmacherze (Der Adel des Königreichs Preußen, 1906) i herbarzach Żernickiego (Der Polnische Adel, 1900, Die polnischen Stammwappen, 1904). Wersja Ia wymieniona jest u Ledebura. Wersja II to ilustracja opisu wyrytego na stopie kielicha ufundowanego w 1 połowie XVIII wieku przez Matthiasa i Ludwicha von Mark dla kościoła w Tuchomiu.

## Rodzina Mark
Rodzina drobnych panków kaszubskich o nazwisku pochodzącym od imienia Marek, zapewne założyciela gałęzi rodu dziedziczącej na wsi Modrzejewo w ziemi bytowskiej. W roku 1345 obszar leśny na założenie późniejszego Modrzejewa nadany został Henrykowi Rosen. W roku 1515 w Modrzejewie wymieniono kuzynów: Jurgen, Mistzinnen, Stennecken i Marcks, którzy mogli być potomkami Rosena. Późniejsze zapisy wskazują, że kolejni posiadacze wsi nosili nazwiska urobione od trzech imion tych właśnie kuzynów, w tym od imienia Marek. Później dołączył do nich jeszcze, prawdopodobnie niespokrewniony, Rudgis. W roku 1576 odnotowano braci Jakoba i Hansa Marken, inaczej zwanych "die Moddrowen". Nazwisko podwójne notuje się w rodzinie od początku XVIII wieku (Christian von Marck Modrzewski, 1711). Współcześnie nazwisko Mark nadal istnieje w Polsce, ale w bardzo małej ilości na Pomorzu.

## Herbowni
Mark (Marck, Marcus, Marek, Margk, Marke, Markke, Morch, Morchen), także z nazwiskiem odmiejscowym Modrzewski (Modrzejewski, die Moddrowen).